# Бречићи
Бречићи су насељено место у саставу општине Појезерје, Дубровачко-неретванска жупанија, Република Хрватска.

## Историја
До територијалне реорганизације у Хрватској налазили су се у саставу старе општине Метковић.

## Становништво
На попису становништва 2011. године, Бречићи нису имали становника.
| Број становника по пописима | Број становника по пописима | Број становника по пописима | Број становника по пописима | Број становника по пописима | Број становника по пописима | Број становника по пописима | Број становника по пописима | Број становника по пописима | Број становника по пописима | Број становника по пописима | Број становника по пописима | Број становника по пописима | Број становника по пописима | Број становника по пописима | Број становника по пописима |
| --------------------------- | --------------------------- | --------------------------- | --------------------------- | --------------------------- | --------------------------- | --------------------------- | --------------------------- | --------------------------- | --------------------------- | --------------------------- | --------------------------- | --------------------------- | --------------------------- | --------------------------- | --------------------------- |
| 1857                        | 1869                        | 1880                        | 1890                        | 1900                        | 1910                        | 1921                        | 1931                        | 1948                        | 1953                        | 1961                        | 1971                        | 1981                        | 1991                        | 2001                        | 2011                        |
| 0                           | 0                           | 86                          | 104                         | 124                         | 134                         | 0                           | 0                           | 281                         | 212                         | 214                         | 34                          | 0                           | 0                           | 0                           | 0                           |

Напомена: Исказује се од 1991. као самостално насеље настало издвајањем дела насеља Дубраве. Бречићи су такође били самостално насеље 1900, 1910. и 1948. У 1857, 1869, 1921. и 1931. подаци су садржани у насељу Позла Гора. У 1981, 1991. и 2001. без становника.

### Попис1991.
На попису становништва 1991. године, насељено место Бречићи није имало становника.